# Същински слепи кучета
Същинските слепи кучета (Spalax) са род дребни бозайници от семейство Слепи кучета (Spalacidae). Живеят под земята и са напълно слепи, като силно редуцираните им очи са покрити с кожа. За разлика от други подземни бозайници те прокопават тунелите си не с предните си крайници, а с добре развитите си резци, които остават извън устата, дори когато тя е затворена.
В България се среща един вид – планинско сляпо куче (Spalax leucodon).

## Видове
- Spalax arenarius
- Spalax carmeli
- Spalax ehrenbergi
- Spalax galili
- Spalax giganteus
- Spalax golani
- Spalax graecus
- Spalax judaei
- Spalax leucodon – Планинско сляпо куче
- Spalax microphthalmus
- Spalax munzuri
- Spalax nehringi
- Spalax uralensis
- Spalax zemni